# دائرة سيدي امحمد بن علي
دائرة سيدي امحمد بن علي إحدى دوائر ولاية غليزان الجزائرية . عاصمتها هي سيدي امحمد بن علي وتضم بلديات :
- سيدي امحمد بن علي
- بني زنطيس
- مديونة